# Варадеро
Варадеро (ісп. Varadero) — курортне місто у провінції Матансас, Куба. Розташоване на півострові Ікакос, за 140 км від Гавани. Населення — близько 20 тис. мешканців. 
Варадеро є одним із найпопулярніших курортів на Кубі. 1992 року ЮНЕСКО визнало пляж Варадеро одним із найчистіших у світі.

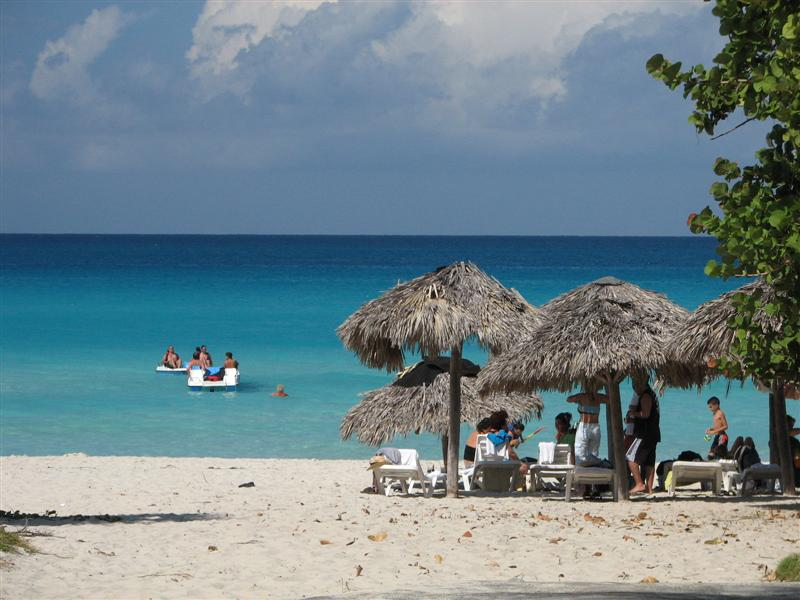
Пляж

## Розташування
Варадеро розташоване на північному узбережжі за 140 км від Гавани в провінції Матанзас. Варадеро має своє міжнародне летовище, яке є другим на Кубі (після Гавани).

### Клімат
Місто знаходиться у зоні, котра характеризується кліматом тропічних саван. Найтепліший місяць — липень із середньою температурою 27.8 °C (82 °F). Найхолодніший місяць — січень, із середньою температурою 22.2 °С (72 °F).
| Клімат Варадеро         | Клімат Варадеро | Клімат Варадеро | Клімат Варадеро | Клімат Варадеро | Клімат Варадеро | Клімат Варадеро | Клімат Варадеро | Клімат Варадеро | Клімат Варадеро | Клімат Варадеро | Клімат Варадеро | Клімат Варадеро | Клімат Варадеро |
| Показник                | Січ.            | Лют.            | Бер.            | Квіт.           | Трав.           | Черв.           | Лип.            | Серп.           | Вер.            | Жовт.           | Лист.           | Груд.           | Рік             |
| Абсолютний максимум, °C | 32              | 32              | 33              | 37              | 38              | 36              | 36              | 37              | 38              | 37              | 33              | 35              | 38              |
| Середній максимум, °C   | 25              | 25              | 27              | 27              | 29              | 30              | 31              | 31              | 30              | 28              | 27              | 25              | 28              |
| Середня температура, °C | 22              | 22              | 23              | 25              | 26              | 27              | 27              | 27              | 27              | 26              | 25              | 23              | 25              |
| Середній мінімум, °C    | 19              | 19              | 20              | 21              | 22              | 23              | 24              | 24              | 23              | 23              | 22              | 20              | 22              |
| Абсолютний мінімум, °C  | 10              | 11              | 11              | 12              | 16              | 17              | 20              | 20              | 21              | 16              | 15              | 12              | 10              |
| Днів з опадами          | 6               | 6               | 5               | 5               | 8               | 10              | 8               | 9               | 12              | 10              | 7               | 6               | 92              |
| Днів з дощем            | 6               | 6               | 5               | 4               | 8               | 10              | 8               | 9               | 12              | 10              | 7               | 6               | 91              |
| ----------------------- | --------------- | --------------- | --------------- | --------------- | --------------- | --------------- | --------------- | --------------- | --------------- | --------------- | --------------- | --------------- | --------------- |
| Джерело: Weatherbase    |                 |                 |                 |                 |                 |                 |                 |                 |                 |                 |                 |                 |                 |

## Туризм
Курорт являє собою піщану косу довжиною 20 км із більш ніж 50 готелями розмаїтих знаних готельних мереж (Melia, Breezes тощо). В'їзд на територію охороняється контрольно-пропускним пунктом, тому ця зона є практично виключно місцем відпочинку іноземних туристів, яких щорічно за оцінками місцевих спеціалістів відвідує близько 1 млн.
Варадеро — справжнє диво природи, якому додають привабливості прибережні печери, лагуни, а також підводний та рослинний світ. Щоб пізнати таємниці морського дна, можна поплавати з аквалангом, до того ж біля цих берегів Кубі живе чимало дельфінів. Кубинці надзвичайно пишаються цією зоною відпочинку, вважаючи її не стільки великим досягненням своєї курортної індустрії, скільки подарунком природи.
У місті є цікаві об'єкти — «Парк Хосон», «Музей Варадеро», «Вілла Дюпон».

## Міста побратими
- Канкун (Кінтана-Роо, Мексика)
- Пунта-дель-Есте (Мальдонадо, Уругвай)
- Дріффілд (Східний Йоркшир, Англія)